# فریب اوباما
فریب اوباما (به انگلیسی: Obama Deception) یک مستند سیاسی آمریکایی ساخت الکس جونز است. در این مستند به بیان برخی مطالب پیرامون نظم نوین جهانی، گروه بیلدربرگ، بانک‌های وال استریت و… پرداخته می‌شود.

## موضوعات مطرح شده در مستند
برخی از مهم‌ترین ادعاهای مطرح شده در این مستند از این قرار است:
- رؤسای جمهور آمریکا از دهه ۱۹۶۰ به عنوان دست نشانده‌های سران نظم نوین جهانی برنامه‌ریزی شده‌اند و تحت نظر موسساتی مانند گروه بیلدربرگ، بانک‌های وال استریت و بانک مرکزی آمریکا در حال تلاش برای فریب مردم و هدایت آن‌ها به سمت «بردگی جهانی» هستند و قدرت واقعی در دست شرکت‌های چند ملیتی و خانواده‌های ثروتمند مانند خانواده راکفلر و خانواده روتشیلد است.[۲]
- سران نظم نوین جهانی، در حال ایجاد یک بانک جهانی هستند و هدف آن‌ها سلطه مطلق روی مردم جهان است. این کار با استفاده از افزایش مالیات و استفاده بیشتر از نیروی نظامی انجام می‌شود.
- اگرچه این مستند بیشتر به اوباما می‌پردازد اما بیان می‌کند که سران نظم نوین جهانی، جان اف کندی را که به دنبال پایان دادن به جنگ ویتنام و برانداختن بانک مرکزی آمریکا بود ترور کردند. همچنین به بیان مطالبی دربارهٔ بوش پدر و بوش پسر می‌پردازد.

## ادعای سانسور
در ژوئیه ۲۰۱۰ مستند کامل فریب اوباما از یوتیوب حذف شد. تهیه‌کننده مستند، الکس جونز این کار را عملی مجرمانه خوانده و اظهار کرد یوتیوب باید بازجویی شود و IP فردی را که چنین کاری را در یوتیوب انجام داده باید بررسی کرد و او را پیدا کرد.